# Harpswell (Maine)
Harpswell város az USA Maine államában, Cumberland megyében. Lakosainak száma 5031 fő (2020. április 1.).

## Népesség
A település népességének változása:

| 2010 | 4 740 |
| 2020 | 5 031 |